# McDonald Mariga
McDonald Mariga Wanyama (* 4. April 1987 in Nairobi) ist ein ehemaliger kenianischer Fußballspieler auf der Position eines offensiven Mittelfeldspielers, der auch auf dem rechten Flügel eingesetzt werden konnte.

## Vereinskarriere

### Karrierebeginn in Kenia
Der in der kenianischen Hauptstadt geborene McDonald Mariga begann seine aktive Karriere als Fußballspieler an der „Kamukunji High School“. Dabei gewann er unter anderem an der Seite des heutigen AJ-Auxerre-Spielers Dennis Oliech zwei nationale Meistertitel (2002 und 2003) mit dem Fußballteam. Noch während seiner High-School-Zeit spielte er erstmals vereinsmäßig Fußball, als er in den Nachwuchs der Ulinzi Stars aufgenommen wurde und dort bis zum Jahre 2003 aktiv war. Von dort kam er schließlich zum Tusker FC mit Spielbetrieb in der Kenyan Premier League. Nachdem er dort vorwiegend in der Nachwuchsabteilung zum Einsatz gekommen war, wechselte er im Jahre 2004 zum unterklassig spielenden und heute nicht mehr existierenden „Kenya Pipeline FC“, für den er bis 2005 im Einsatz war.

### Wechsel nach Europa
Im selben Jahr erhielt er ein Angebot des Enköpings SK aus Schweden, der seinen Spielbetrieb zum damaligen Zeitpunkt in der schwedischen Division 2, der damals noch dritthöchsten Fußballliga des Landes, hatte. Für den Verein, bei dem er unter anderem an der Seite seines Landsmannes Andrew Oyombe spielte, absolvierte er lediglich ein Meisterschaftsspiel und rangierte mit der Mannschaft in der Endtabelle auf dem ersten Platz der Norra Svealand-Staffel. Mit dem ersten Tabellenplatz hatte das Team die Chance auf die Qualifikation zur Superettan, wobei das Team schlussendlich jedoch scheiterte und in der Liga verbleiben musste. Da die Division 2 durch die Division 1 als dritthöchste schwedische Spielklasse ersetzt wurde, war es Zeit für Mariga ein weiteres Mal den Verein zu wechseln. Diesmal ging der Wechsel allerdings innerhalb des Landes vonstatten, da ihm der schwedische Erstligaklub Helsingborgs IF ein lukratives Angebot unterbreitete. Nachdem sein Teamkollege Oyombe, mit dem er auch schon beim Tusker FC aktiv war, ein weiteres Jahr beim schwedischen Viertligisten verbrachte, nahm Mariga das Angebot des Erstligisten an. Die ersten Erfolge beim neuen Klub ließen nicht lange auf sich warten.
In seiner ersten Spielzeit als Profifußballspieler brachte es der gebürtige Kenianer in der Saison 2006 bereits auf 23 von insgesamt 26 möglich gewesenen Ligaauftritten, in denen er vier Treffer erzielte und mit der Mannschaft in der Endtabelle auf dem komfortablen vierten Platz rangierte. Auch im offiziellen schwedischen Pokalbewerb lief es für den gelernten Mittelfeldakteur 2006 sehr gut. Nach guten Mannschaftsleistungen wurde im Finale des Bewerbs die Gefle IF mit 2:0 besiegt, womit Mariga seinen ersten Profititel verzeichnete. In der Spielzeit 2007 brachte es der 1,88 m große Akteur auf 14 Ligaeinsätze und zwei Treffer, ehe einige internationale Topklubs ihr Interesse an dem jungen Kenianer kundtaten. Darunter waren unter anderem einige englische Klubs, wie zum Beispiel der FC Portsmouth, dessen Trainer und Manager Harry Redknapp nur knapp an einem Transfer des vielversprechenden afrikanischen Talents scheiterte. Hauptgründe dafür waren vor allem die Aushandlung der Spiel- bzw. Arbeitserlaubnis sowie die kolportierte Transfersumme von rund 1,7 Millionen Euro. Da ein Premier-League-Verein nur Spieler aufnehmen darf, deren Heimatland zu den ersten 70 Staaten der FIFA-Rangliste zählen, hatte Mariga kaum Chancen auf einen Wechsel in Englands höchste Spielklasse, da Kenia zu diesem Zeitpunkt lediglich auf dem 124. Platz rangierte. Nachdem Mariga mit der Helsingborgs IF im schwedischen Supercup des Jahres 2007 im Finalspiel gegen die IF Elfsborg mit 0:1 scheiterte, zeichnete sich dennoch ein Wechsel des frischgebackenen schwedischen Supercupfinalisten ab.

### Transfer nach Italien
Vorerst nur als Leihvariante wurde Mariga von den Schweden im August 2007 nach Italien zum dortigen Erstligisten FC Parma abgegeben. Dem Leihvertrag angeschlossen war eine Kaufoption, die die Italiener für eine Ablösesumme von 20 Millionen Schwedischen Kronen im Sommer hätten tätigen können. Nach 18 Ligaauftritten, in denen Mariga torlos blieb, kehrte dieser wieder zu seinem Stammverein zurück. Währenddessen beschlossen die Verantwortlichen des FC Parma, den talentierten Kenianer mit einem lukrativen Vertrag zurück in die Mannschaft zu holen. Über den ehemaligen internationalen Spieler und heutigen Spielervermittler Martin Dahlin wurde ein Vierjahresvertrag mit einer Ablösesumme von 18 Millionen Schwedischen Kronen ausgehandelt, den Mariga kurz darauf unterschrieb. 25 % der Einnahmen gingen allerdings auch an den Enköpings SK, dessen Verantwortliche den Kenianer nach Europa geholt hatten; das Geld diente fast ausschließlich als Ausbildungsentschädigung.
Da die Profimannschaft des FC Parma ihren Spielbetrieb nach dem Abstieg zur Saison 2007/08 in der Serie B antreten musste, kam McDonald Mariga in dieser Spielzeit vermehrt im Mittelfeld der anfangs von Luigi Cagni trainierten und Ende September 2008 von Francesco Guidolin übernommenen Truppe zum Einsatz. Dabei brachte er es auf 35 Ligaeinsätze, wobei er auf eine Bilanz von vier Treffern kam. Obwohl er in den ersten Spielen oftmals nur als Ersatzspieler zum Einsatz kam, besserte sich dies mit Fortdauer der Saison, wobei Mariga vermehrt über die gesamte Spieldauer auf dem Rasen stand. Seine vier Treffer erzielte er allesamt innerhalb von nur vier Spielen zwischen der 28. und 32. Meisterschaftsrunde; beim 4:1-Auswärtserfolg über den FC Empoli gelang ihm am 13. März 2009 sogar ein Doppelpack. Mit der Mannschaft rangierte Mariga schließlich in der Endtabelle auf dem zweiten Platz und war somit zusammen mit dem Erstplatzierten, der AS Bari, automatisch zum neuerlichen Aufstieg in Italiens Erstklassigkeit bemächtigt. In der Coppa Italia der Spielzeit 2008/09 lief es für Mariga und den FC Parma nicht sonderlich gut. Bei zwei Einsätzen, in denen er auch eine Torvorlage gab, schied der kenianische Mittelfeldakteur mit dem Team in der 2. Runde gegen Catania Calcio mit 1:2 in der Verlängerung vom laufenden Pokalbewerb aus.
Nach dem gelungenen Aufstieg in die Serie A kam Mariga in neun Meisterschaftsspielen für die Oberitaliener zum Einsatz, in denen er allerdings ohne Torerfolg blieb. Da nach der Rückkehr des Teams in die höchste italienische Spielklasse weiterhin internationale Topvereine den schnellen und trickreichen Kenianer umwarben, und sich ein baldiger Vereinswechsel des 22-Jährigen abzeichnete, zögerte sich die Übernahme des Mittelfeldmotors in der Wintertransferzeit immer weiter hinaus. Da sich erneut englische Klubs, wie zum Beispiel Manchester City, um den Erwerb des Kenianers bemüht hatten, scheiterte ein Transfer auf die Insel allerdings Ende Januar 2010. Grund dafür war erneut das Nichtbewilligen einer Arbeitserlaubnis Marigas. Obwohl Kenia in der FIFA-Rangliste bereits auf Rang 98 vorgerückt war, hätten sie laut den englischen Statuten dennoch innerhalb der 70 bestplatzierten Länder sein müssen, um in der Premier League aufgenommen zu werden. Wäre ein Transfer nach England vonstattengegangen, wäre Mariga der erste Kenianer gewesen, der je in der Premier League gespielt hätte. Die kolportierte Ablösesumme hätte im Falle einer Verpflichtung zwischen 7 und 8,5 Millionen britische Pfund betragen. An der Ablösesumme beteiligt gewesen wären auch Marigas Ausbildungsverein Enköpings SK sowie die Helsingborgs IF, mit der er von 2006 bis 2007 aktiv war. Selbst der kenianische Ministerpräsident Raila Odinga setzte alles daran, dass Marigas Transfer zu Manchester City klappt und bot ihm sogar seine Hilfe für den Erhalt einer Arbeitserlaubnis an.

### Überraschender Wechsel zu Inter Mailand
Nachdem der Wechsel nach Großbritannien zum Scheitern verurteilt war, wechselte Mariga am 1. Februar 2010, dem letzten Tag vor Transferschluss, innerhalb der Liga zu Inter Mailand. Der Verein bezahlte allerdings nicht die vollständige Ablösesumme, sondern war zusammen mit dem FC Parma ein Miteigentümer des Kenianers. Bei diesem in Italien oftmals üblichen System tätigten die beiden Vereine einen im Englischen sogenannten „cash-plus-player-Deal“, wobei der FC Parma die Hälfte der Transferrechte von Jonathan Biabiany sowie den Chilenen Luis Jiménez als Leihspieler bekam. Bei Inter Mailand unterschrieb Mariga einen Vertrag mit einer Laufzeit von rund viereinhalb Jahren bis zum 30. Juni 2014. Nach dem Abschluss des gutdotierten Vertrages meinte der Präsident des Klubs, Massimo Moratti, dass der Wechsel Marigas das Beste gewesen sei, das Inter Mailand in der Wintertransferperiode hätte passieren können. Zu seinem Teamdebüt kam der gebürtige Kenianer bereits zwei Tage nach Vertragsabschluss, als er beim Halbfinalhinspiel der Coppa Italia 2009/10 in der zweiten Minute der Nachspielzeit für Wesley Sneijder auf den Rasen kam. Das Spiel endete nach einem Tor durch Diego Milito in einem 1:0-Sieg der Mailänder. Sein Debüt für Inter in der Serie A gab Mariga ironischerweise in einem Spiel gegen seinen vorherigen Klub, dem FC Parma, am 10. Februar 2010, als er in der 68. Spielminute für den dreifachen afrikanischen Fußballer des Jahres Samuel Eto’o eingewechselt wurde.
Nach Ablauf der Spielzeit 2009/10 rangierte Mariga mit seinem Klub auf dem ersten Platz der italienischen Endtabelle und hatte dabei zwei Punkte Vorsprung auf den Zweitplatzierten AS Roma sowie einen komfortablen Zwölf-Punkte-Vorsprung auf den Dritten, AC Mailand. Der Kenianer selbst kam dabei in acht Ligaspielen zum Einsatz, in denen er einen Treffer erzielte. Diesen machte er am 24. April beim 3:1-Heimsieg über den späteren Absteiger Atalanta Bergamo, als er den Ball nach Eto'o-Vorlage in der 35. Spielminute per Rechtsschuss im gegnerischen Tor unterbrachte. Neben dem Meistertitel gewann Mariga mit dem Team auch noch den Coppa Italia, wobei das Team im Finale ohne Einsatz von Mariga die AS Rom mit 1:0 bezwang. Dazu kamen für den kenianischen Mittelfeldakteur auch noch drei wenige Minuten dauernde Kurzeinsätze in der UEFA Champions League 2009/10, wo er in den Spielen gegen den FC Chelsea, ZSKA Moskau und dem FC Barcelona zum Einsatz kam. Nach einem 2:0-Sieg über den FC Bayern München im Finale, in dem McDonald Mariga den erfahreneren Fußballspielern den Vortritt lassen musste und so nicht zum Einsatz kam, durfte sich der Kenianer auch noch mit einem dritten Titel beim neuen Verein schmücken.
Im Juni 2010 holte ihn Inter Mailand als Fixbestandteil in die Mannschaft und löste die Miteigentümerschaft mit dem FC Parma auf. Gleichzeitig wurde Biabiany zurück ins Team geholt und für beide Spieler zusammen eine geschätzte Ablösesumme von 9,5 Millionen Euro bezahlt. Ab der Saison 2010/11 soll der kenianische Internationale vermehrt im Mittelfeld des norditalienischen Erfolgsteams zum Einsatz kommen.
Für die Saison 2011/12 wurde er an den spanischen Erstligisten Real Sociedad verliehen. Zur Rückrunde der Saison 2012/13 wurde McDonald Mariga an den FC Parma ausgeliehen, wo er bereits zwischen 2007 und 2010 gespielt hatte. Parma erhält außerdem die Option, die Hälfte der Rechte an dem Mittelfeldspieler zu kaufen. Da er sich bei Parma aber bereits kurz darauf eine Adduktorenverletzung zuzog, kam er in der restlichen Saison nur zu zwei Einsätzen und kehrte zur Saison 2013/14 nach Mailand zurück.

### Nationalmannschaftskarriere
Zu seinem ersten Auftritt im Nationalteam seines Heimatlandes Kenia kam Mariga im Jahre 2003. Dabei stand er unter anderem im kenianischen 17- bzw. 18-Mann-Kader, der am CECAFA-Cup 2003 im Sudan teilnahm. Weitere sechs Einsätze folgten im Jahre 2004, gefolgt von ebenso vielen Einsätzen im darauffolgenden Jahr 2005. Nach der Aufnahme in das Team der Helsingborgs IF nahm Marigas Einsatzquote im kenianischen Nationalteam seltsamerweise ab. Den lediglich zwei Einsätzen 2006 folgten weitere drei Einsätze im Jahre 2007, in dem Jahr Mariga auch seinen ersten Treffer im Nationaltrikot erzielte, als er am 25. März 2007 bei einem Spiel gegen Swasiland ins gegnerische Tor traf. Von den Spielen, die Mariga bis 2006 absolvierte, waren acht Qualifikationsspiele zur WM 2006. In der Qualifikation schied die Mannschaft allerdings in der zweiten Runde als Gruppenvierter der Gruppe E aus.
In den Jahren 2008 und 2009 folgten für den wendigen Spieler jeweils vier Einsätze und ein Tor in der Qualifikation zur WM 2010 in Südafrika. Dabei schaffte es das Team bis in die dritte Qualifikationsrunde, wo es schließlich in der Gruppe 2 hinter dem Erstplatzierten und somit WM-Teilnehmer Nigeria, dem Zweitplatzierten Tunesien und dem Dritten Mosambik als Gruppenletzter ausschied.

## Erfolge

### Mit dem Enköpings SK
- 1× Platz Norra Svealand-Staffel (schwedische Division 2): 2005

### Mit der Helsingborgs IF
- 1× schwedischer Pokalsieger: 2006
- 1× schwedischer Supercupfinalist: 2007

### Mit dem FC Parma
- 1× Aufstieg in die Serie A: 2008/09

### Mit Inter Mailand
- 1× italienischer Meister: 2010
- 2× Coppa Italia: 2010 und 2011
- 1× UEFA-Champions-League-Sieger: 2009/10
- 1× Italienischer Supercupsieger: 2010
- 1× FIFA-Klub-Weltmeister: 2010

## Familie / Privates
Mariga stammt aus einer sportbegeisterten Familie. Bereits sein Vater, Noah Wanyama, war als Fußballspieler in Kenia (AFC Leopards) und im kenianischen Nationalteam aktiv. Dort hatte er die Position eines linken Flügelspielers inne und übertrug quasi sein sportliches und vor allem fußballerisches Talent an seine Kinder. Neben McDonald Mariga, dem ältesten Sohn seiner Familie, sind auch zwei seiner jüngeren Brüder, Victor und Thomas Wanyama, als Profifußballspieler aktiv. Victor spielt aktuell als Legionär in England bei Tottenham Hotspur, wobei Thomas beim amtierenden kenianischen Meister Sofapaka zum Einsatz kommt. Deren aktuell (Juli 2010) 17-Jährige Schwester Mercy ist Mannschaftskapitän der Basketballmannschaft an der High School in Lang'ata, einem Vorort von Nairobi. Mercy Wanyama ist neben ihrer Basketballkarriere auch als Fußball- und Netballspielerin.

## Trivia
Eine Umfrage, die Anfang des Jahres 2010 auf dem afrikanischen Internetportal mtnfootball.com durchgeführt wurde, ergab, dass Mariga zu den 20 besten Spielern des afrikanischen Kontinents gehört. Bei der Wahl erreichte er vor Spielern wie Alexandre Song oder Steven Pienaar den elften Platz.